# Les Bonnes Gens (film)
Pour plus de détails, voir Fiche technique et Distribution.
Les Bonnes Gens (Добряки) est un film soviétique réalisé par Karen Chakhnazarov, sorti en 1979,. C'est l'adaptation de la pièce de théâtre éponyme de Leonid Zorine qui signe également le scénario.

## Synopsis
Le film décrit l’ascension puis la chute d'un escroc au sein d'un institut de culture ancienne.

## Fiche technique
- Titre français : Les Bonnes Gens[3]
- Réalisation : Karen Chakhnazarov
- Scénario : Leonid Zorine
- Photographie : Vladimir Chevtsik
- Musique : Mark Minkov, Djuzeppe Verdi
- Décors : Nikolaï Poliakov, Konstantin Stepanov, A. Zabarskaia
- Montage : Lidia Milioti
- Production : Mosfilm
- Pays : URSS
- Genre : comédie
- Durée : 82 minutes
- Sortie : 1979

## Distribution
- Gueorgui Bourkov : Gordey Kabachkov, directeur de l'Institut de culture ancienne
- Nikolaï Volkov : Yaroslav Grebechkov, ancien directeur de l'Institut de culture ancienne
- Tatiana Vassilieva : Iraïda, fille de Grebechkov
- Vladimir Zeldine : Evgueni Vitaliev, chercheur
- Youri Leonidov : Philip Kolesnitsyn, chercheur
- Valentina Telitchkina : Nadèje, secrétaire de Grebechkov, ancienne amante de Kabachkov
- Valentin Nikouline : Orest, ami de Kabachkov, époux de Nadèje
- Youri Goussev : Mitrofan Tikhodonski, l'ami d'enfance de Kabachkov
- Veronika Izotova : secrétaire Kabachkova